# Ian McCulloch (acteur)
Pour les articles homonymes, voir Ian McCulloch et McCulloch.
Ian McCulloch est un acteur britannique, né le 5 mai 1939 à Glasgow, en Écosse (Royaume-Uni).

## Filmographie
- 1966 : It! : Detective Wayne
- 1967 : The Revenue Men (série télévisée)
- 1967 : L'Homme à la valise (Man in a Suitcase) (série télévisée) : Kemp
- 1968 : The Flight of the Heron (mini série) : Ewen Cameron
- 1968 : Quand les aigles attaquent (Where Eagles Dare) : German Officer
- 1969 : The Borderers (série télévisée) : Robin Graham
- 1970 : Cromwell : John Hampden
- 1970 : Dr. Finlay's Casebook (série télévisée) : Andie Watson
- 1970 : Menace (série télévisée) : Croxley
- 1971 : The Search for the Nile (mini série) : James Grant
- 1971 : I, Monster : Man At Bar (non crédité)
- 1973 : Crown Court (série télévisée) : Rev. Frank Warrender
- 1974 : En voiture, Simone (Soft Beds, Hard Battles) : Colonel Braun
- 1974 : Colditz (série télévisée) : Larry Page
- 1974 : The Aweful Mr. Goodall (série télévisée) : Henry Mullard
- 1974 : Sutherland's Law (série télévisée)
- 1975 : The Ghoul : Geoffrey
- 1975 : The Nearly Man (série télévisée) : Peter Richards
- 1977 : Survivors (série télévisée) : Greg Preston
- 1977 : Secret Army (série télévisée) : Malaud
- 1978 : Le Retour du Saint (Return of the Saint) (série télévisée) : Inspector Stone
- 1979 : Running Blind : Jack Case
- 1979 : L'Enfer des zombies (Zombi 2) : Peter West
- 1979 : La Terreur des zombies (Zombi Holocaust) : Dr. Peter Chandler
- 1980 : Take the High Road (série télévisée) : Derek Conway
- 1980 : Contamination : Commander Ian Hubbard
- 1980 : Lady Killers (série télévisée) : Inglis
- 1980 : La Maison de tous les cauchemars (Hammer House of Horror) (série télévisée) : Dr. Charles Henderson
- 1980 : Les Professionnels (The Professionals) (série télévisée) : Macklin
- 1981 : Diamonds (série télévisée) : Barry Coleman
- 1982 : Travail au noir (Moonlighting) : Boss Lookalike
- 1984 : Doctor Who épisode « Warriors of the Deep » (TV) : Nilson
- 1985 : Mission casse-cou (Saison 1 Épisode 4 : Actes de violence) (Série TV) : Archie McAllister
- 1985 : Bergerac (série TV) : Walt Mitchell
- 1989 : Children's Ward (série TV) : Dr. McKeown
- 1990 : Taggart (série TV) : Donald Gillan
- 1991 : Hercule Poirot (série TV, saison 3, épisode 5 : Tragédie à Marsdon Manor) : Jonathan Maltravers